# Champagne (film)
Pour les articles homonymes, voir Champagne.
Pour plus de détails, voir Fiche technique et Distribution.
Champagne, parfois appelé en français À l'Américaine, est un film britannique muet réalisé par Alfred Hitchcock, sorti en 1928.

## Synopsis
Une jeune femme, habituée au luxe, doit trouver du travail après que son père lui a dit avoir perdu tout son argent.

## Fiche technique
- Titre original : Champagne
- Titre français : Champagne ou À l'Américaine
- Réalisation : Alfred Hitchcock
- Scénario : Eliot Stannard, d'après une histoire originale de Walter C. Mycroft (en)
- Adaptation : Alfred Hitchcock
- Direction artistique : C. Wilfred Arnold
- Décors : Michael Powell
- Photographie : Jack E. Cox
- Production : John Maxwell
- Société de production : British International Pictures
- Société de distribution : Wardour Films
- Pays d'origine :  Royaume-Uni
- Langue originale : anglais
- Format : noir et blanc — 35 mm — 1,37:1 — Film muet
- Genre : Comédie
- Durée : 86 minutes
- Date de sortie :
  - Royaume-Uni : 20 août 1928

## Distribution
- Betty Balfour : Betty
- Gordon Harker : Mark, le père de Betty
- Jean Bradin : le jeune homme
- Ferdinand von Alten : l'homme
- Clifford Heatherley : l'impresario
- Hannah Jones : la serveuse au club
- Marcel Vibert : le maître d'hôtel
- Claude Hulbert : le client sur l'escalier
- Jack Trevor (en) : l'officier
- Sunday Wilshin : la fille
- Phyllis Konstam
- Theo van Alten

## Autour du film
- Pour une scène qui donne un point de vue à travers un verre de champagne, un verre géant a été utilisé pour obtenir une mise au point correcte.
- Hitchcock aimait le gag de l'ivrogne titubant, qui devient le seul à marcher droit pendant la tempête.